# جوش شيب
جوش شيب (بالإنجليزية: Josh Shipp)‏ هو متحدث تحفيزي أمريكي، ولد في 20 يناير 1982 في أوكلاهوما سيتي في الولايات المتحدة.

## وصلات خارجية
- الموقع الرسمي
- جوش شيب على موقع IMDb (الإنجليزية)